# Rosemary Theby
Rosemary Theby (8 de abril de 1892 - 10 de novembro de 1973) foi uma atriz de cinema estadunidense que iniciou sua carreira na era do cinema mudo, e atuou em 240 filmes entre 1911 e 1940.[carece de fontes?]

## Biografia
Nascida Rose Masing em St. Louis, Missouri, Theby estudou na Sargent's School, em Nova Iorque.
Seu primeiro filme foi The Sacrifice, em 1911, pelo Vitagraph Studios. Seu primeiro grande filme foi a versão curta-metragem da obra de Shakespeare, As You Like It (1912), pela Vitagraph, interpretando Cecila.[carece de fontes?] Após muitos curta-metragens pela Vitagraph, atuou pelo Victor Studios e, em 1915, tornou-se uma estrela da Universal Pictures.

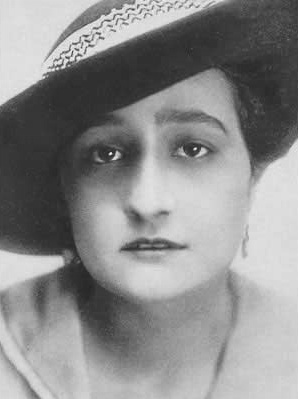
Rosemary Theby em Stars of Photoplay.

Em 1921, notabilizou-se interpretando Morgana em A Connecticut Yankee in King Arthur's Court.
Como Miss Corintee em The Great Love (1918), Theby interpretou o papel de uma espiã alemã com grande habilidade. O filme foi escrito e dirigido por D.W. Griffith. Esse papel de vamp foi frequentemente interpretado por Theby em suas comédias pastelão posteriores. Theby interpretou uma vampira chinesa em Clung, uma produção da Fox Film dirigida por Emmett Flynn. Posteriormente, passou a interpretar papéis mais sérios.
Theby atuou constantemente em comédias, ao lado do marido Harry Myers, que em 1914 dirigiu suas próprias comédias curta-metragens, e posteriormente atuou ao lado de Stan Laurel e Oliver Hardy, em comédias como The Second Hundred Years, em 1927, e Our Relations, em 1936.
Theby era apenas uma atriz de cinema. Ela recusou uma oferta para acompanhar Chauncey Olcott no palco por $85 por semana. Na época ela ganhava $125 semanalmente em filmes, porém mais tarde se arrependeu dessa decisão devido a experiência que ela poderia ter ganho.
Seus últimos papéis foram pequenos e não creditados, como em You Can't Take It with You, de Frank Capra, em 1938. Seu último filme foi One Million B.C., em 1940, pelo Hal Roach Studios, creditada como Rosemary Thebe, após o que retirou-se para Kansas City, Missouri, não mais retornando ao cinema.

## Vida pessoal
Theby foi casada com o ator e cineasta Harry Myers de 1915, até a morte dele, em 1938. Casou, então, com Truitt Hughes, com quem ficou até a morte.
Durante a Primeira Guerra Mundial, Theby tomou conta de uma refugiada da Lituânia, e após ser educada e cuidada por Theby, a jovem se tornou sua empregada durante uma aguda escassez de empregadas domésticas em Hollywood, em 1920.
Theby apoiou Calvin Coolidge na eleição presidencial de 1924. Theby gostava de jogar golfe, de usar cabelo cortado no estilo “Bob cut” e possuía muita preocupação com a aparência pessoal. Nas telas aparecia “alta e esbelta”, entrando em cena, de acordo com um artigo no Los Angeles Times, com um “deslize sensual”.
Theby morreu de choque circulatório em 10 de novembro de 1973, aos 81 anos de idade.

## Filmografia parcial
- The Sacrifice (1911)
- As You Like It (1912)
- Baby (1915)
- The Silent Mystery (1918)
- The Great Love (1918)
- The Rogue (1918)
- Bright and Early (1918)
- When a Woman Strikes (1919)
- The Mystery of 13 (1919)
- Married to Order (1920)

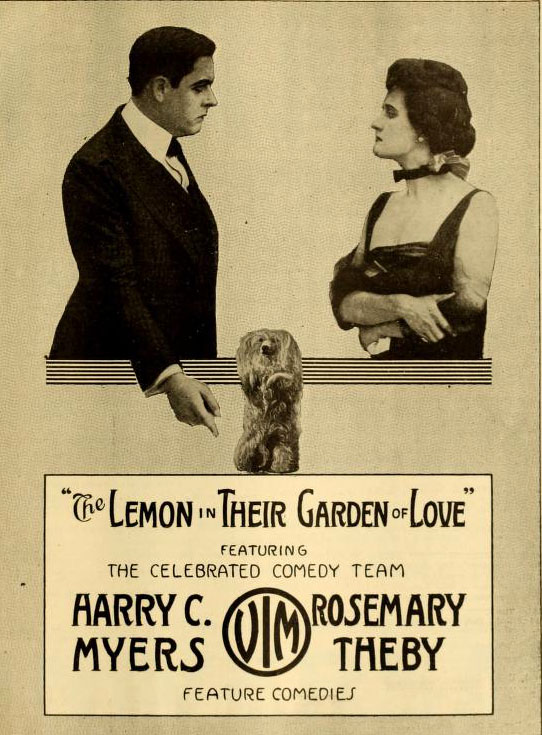
Cartaz do filme The Lemon in Their Garden of Love (1916), ao lado de seu marido, Harry Myers.

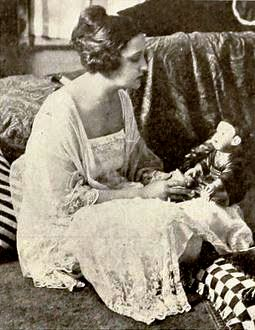
Rosemary Theby em uma cena do seriado The Mystery of 13 (1919).

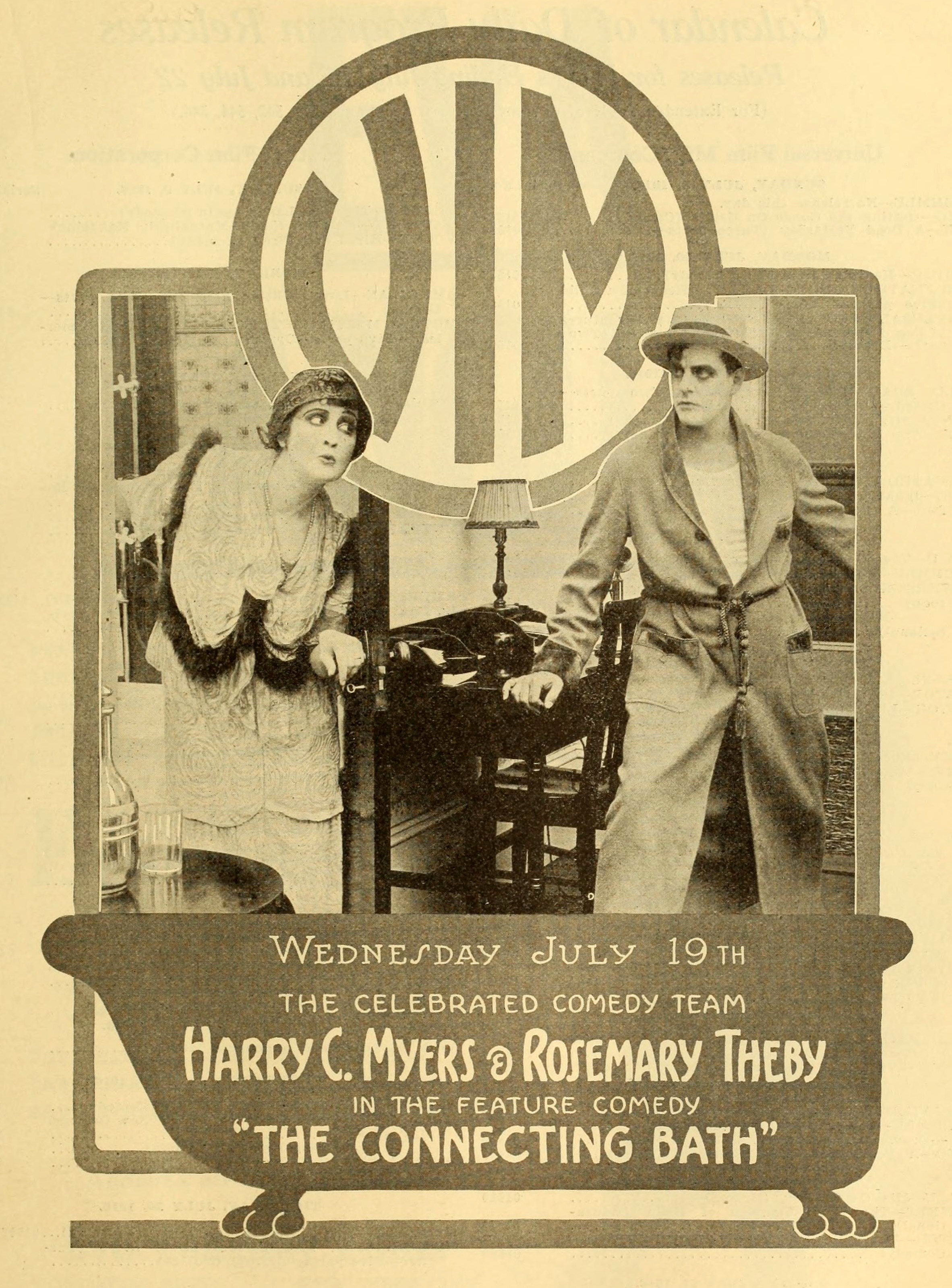
Rosemary Theby ao lado do marido, Harry Myers, em uma cena da comédia The Connecting Bath.

- A Connecticut Yankee in King Arthur's Court (1921)
- Shame (1921)
- I Am the Law (1922)
- More to Be Pitied Than Scorned (1922)
- The Red Lily (1924)
- So Big (1924)
- As Man Desires (1925)
- The Second Hundred Years (1927)
- The Port of Missing Girls (1928)
- The Chinatown Mystery (1928)
- The Fatal Glass of Beer (1933)
- Man on the Flying Trapeze (1935)
- San Francisco (1936)
- Our Relations (1936)
- Make Way for Tomorrow (1937)
- You Can't Take It with You (1938)
- One Million B.C. (1940)